# Adobe Corner (California)
Adobe Corner es un área no incorporada ubicada en el condado de San Mateo en el estado estadounidense de California.

## Geografía
Adobe Corner se encuentra ubicada en las coordenadas 37°25′34″N 122°15′59″O / 37.42611, -122.26639.